# Ullastina Rettig
Ullastina Sundblad, född Ulla-Stina Rettig 9 juni 1917 i Caroli församling i Malmö, död 20 maj 2008 i Oscars församling i Stockholm, var en svensk skådespelare.
Rettig genomgick Anna och Eva Bunths privata flickskola i Malmö, bedrev tandläkarstudier i Malmö, anatomiska studier vid Lunds universitet, teaterstudier för Hilda Borgström och Gerda Lundequist samt studier i talteknik för musikdirektör Åke Nygren och Manda Björling. Hon började i filmbranschen 1937. Rettig är begravd på Lidingö kyrkogård.
Ullastina Rettig var dotter till Karl Gustaf och Alma Kristina Rettig. Hon var 1941–1954 gift med författaren Sten Hjalmar Fridolf Knut Hammarskjöld (1900–1972), bror till Dag Hammarskjöld, och senare med Jan Erik Sundblad (1916–2003). Hon hade en dotter med Sten Hammarskjöld och en dotter med Jan Sundblad.

## Filmografi
- 1937 – En sjöman går iland
- 1938 – Adolf klarar skivan
- 1939 – Sjöcharmörer
- 1939 – Kadettkamrater
- 1940 – Mannen som alla ville mörda
- 1940 – Frestelse
- 1941 – Snapphanar
- 1946 – Kris

### Fotnoter
1. ↑  ”Ullastina Rettig”. Svensk Filmdatabas. http://www.sfi.se/sv/svensk-filmdatabas/Item/?type=PERSON&itemid=60673&ref=%2ftemplates%2fSwedishFilmSearchResult.aspx%3fid%3d1225%26epslanguage%3dsv%26searchword%3dullastina+rettig%26type%3dPerson%26match%3dBegin%26page%3d1%26prom%3dFalse. Läst 7 februari 2013.
2. ↑  Rettig, Ulla-Stina i Vem är Vem?: Stockholmsdelen (första upplagan, 1945)
3. ↑  FinnGraven
4. ↑  Svenska Dagbladet, 23 december 1941, sid.11
5. ↑  Sveriges ridderskaps och adelskalender 1958, sid. 415
6. ↑  Svenska Dagbladet, 4 september 2003, sid. 33
7. ↑  Svenska Dagbladet, 14 januari 1945, sid. 14